# ポスト・ファーニホウ
ポスト・ファーニホウとは、ブライアン・ファーニホウに続く作曲技法、作曲様式、並びに作曲家を指す言葉である。
元来「ポスト・ファーニホウ」という分類は、ファーニホウの技法の延長線のみを追求する人々を指していた。しかし、2010年代現在ポスト・ファーニホウとは彼からの影響を直接に蒙った人だけではなく、ポスト・ファーニホウに「師事した」人物も指すようになった。本項では新しい複雑性が、流行になった以後の展開を扱う。

## ドイツの受容
クラウス・K・ヒュープラーとクラウス・シュテファン・マーンコプフ、及びロベルト・HP・プラッツの三者が、ドイツにおけるポスト・ファーニホウの代表的人物と看做されている。ただし、プラッツはその作風から、本当にポスト・ファーニホウに分類されうるのか依然として見解が分かれている。ヒュープラーとプラッツはクラーニヒシュタイン音楽賞の受賞者であり、早熟だったマーンコプフは「既に完成されており受賞する必要もない」ということで、26歳の若さでダルムシュタット夏季現代音楽講習会の講師に抜擢された。

### クラウス・K・ヒュープラー
ポスト・ファーニホウで一番成功していたのは、1980年代当時、ミュンヘン出身のクラウス・K・ヒュープラーと言われ、ファーニホウの直弟子である。パラメータの分離に対する興味が人一倍強く、弦楽四重奏曲第3番『弁証法的幻想』（1982年 - 1984年）にて演奏する譜面を極度に合理的に、完全に独立したパラメータに分けて書く方法を考案した。しかしこのアイディアはわかりやすい反面、ヴァイオリン・ソロ曲でも音高・強弱・音の長さ・音色などと最低4段の譜面を同時に読むこともあるため、演奏家にとって読譜が極端に難しいとされている。
本人は1990年代に入ってから重い病気に侵され、作曲活動が困難になり新作の発表がほとんどできなくなったが、1995年頃に完治した後はカムバックし、トレメディア音楽出版社から作品を出版し続けている。演奏の困難さは相変わらずで、指揮者のシルヴァン・カンブルランは「ヴァニタス」（2002年）を振ることが出来ず、ハインツ・ホリガーに交代した。トレメディア音楽出版社がリコルディ・ミュンヘンに吸収合併された後も、彼は作曲活動を続けている。

### クラウス・シュテファン・マーンコプフ
ヒュープラーが病気でリタイヤするのと入れ替わるようにクラウス・シュテファン・マーンコプフがいくつかの国際コンクールで地道に入賞を重ね、3度目のノミネートにてガウデアムス大賞に輝いた。彼の創作歴はヒュープラーのようなパラメータ化を推し進める実験とは無縁で、専らファーニホウ的書法をいかに特殊な楽器法で彩色するか、といった問題に留まった。確かにその延長線上でピーター・ヴィールのようなオーボエ奏者とのコラボレーションのような実りこそあったものの、「ファーニホウそっくり」の譜面はダルムシュタット講習会内部でも大きな議論を呼んだ。マーンコプフは現在Sikorskiに移籍しており、移籍後の彼の作品はそれほど複雑とは呼べない。

### ロベルト・HP・プラッツ
ロベルト・HP・プラッツは、複雑性についての文章を1990年に寄稿し、ヒュープラーの作品を指揮し、また彼のソロアルバムに推薦文を書くなど、この傾向と触れ合った経歴を持つ。ポスト・セリエルの最優秀の嫡子と見られていた彼も、1980年代後半からは「フォーム・ポリフォニー」と呼ばれる複数の作品の同時演奏を厳密にコントロールする作曲法を編み出した。複数の作品の同時演奏はそれほど新しい方法ではなかったが、「作品同士の音組織の交換」や「組み合わせの対位法」という新たな認識を示した。ファーニホウの作品で多く見られる多重非合理音価を独奏者に無理に課さず、複数の作品に分担させたと解釈することもできる。複数の作品を長大な連作のように扱う傾向はリチャード・バーレットと共通する。
ドナウエッシンゲン音楽祭で初演された“ANDERE RÄUME/nerv II/TURM/WEITER/Echo II”は5作品が自由にコラージュされ、一つの作品が他の作品のすかし模様のような働きを担うこともある。彼は「日本の伝統文化から多くのヒントを得た」ということである。なお、“TURM”の演奏時間は1.25秒であり、演奏可能な限り最大限の音符を詰め込んだ全1小節の作品である。

## イギリスの受容
ジェイムズ・アーバー、マーク・R・テイラー、ジョナサン・パウエル、アンドリュー・トゥヴィー、ジェイムズ・サンダース、サム・ハイデン、ポール・フィッティー等の作曲家が、ポスト・ファーニホウとして扱われた経歴を持つ。これ以外にも影響を直接受けた作曲家が多く、1980年代のファーニホウの作風はイギリスの音楽界を塗り替えていくほどの勢いがあった。しかし、当時の勢いを携えたまま21世紀に入っても質を維持している作曲家は少なく、ポスト・ファーニホウの限界を見切って転向するものも多い。イアン・ペイス、ニコラス・ハッジス、ジェイムズ・クラッパトン、マーク・クヌゥプ、ジョナサン・パウエル等の優れたピアニスト達が、これらの作曲家を支援したことも重要である。

## アメリカの受容
ファーニホウはアメリカに移住した後、まずはカリフォルニアのサンディエゴで教えた。このことがサンディエゴ分校の校風を塗り替えるきっかけとなり、マーク・オズボーン、ハヤ・チェルノヴィン、フランク・コックスといった直弟子がこのスタイルの影響をまず被った。3人ともクラーニヒシュタイン音楽賞の受賞者である。直弟子以外でもアーロン・キャシディー、エリック・ウルマン、ジェイソン・エッカルト、マイケル・エドガートンなどの作曲家は何らかの形でファーニホウのスタイルを参照した痕跡があり、「21世紀の新しい音楽と美学」で言及されたアメリカの作曲家は自らの音楽が複雑であることを公に認めている。アメリカでは2005年にファーニホウの「想像の牢獄」の全曲のアメリカ初演が行われた。

## イタリアの受容
ファーニホウの直弟子のアレッサンドロ・メルキオーレを始めとするイタリアの戦後世代の作曲家には、ポスト・ファーニホウと呼ばれる直伝スタイルの者はイギリスやアメリカほど見られない。ただし、ファーニホウの「レンマ・イコン・エピグラム」と「超絶技巧練習曲集」はヴェネツィアで世界初演されていることもあり、日本やロシアよりは受容が早い。ファーニホウの「ファイアサイクルベータ」はISCMイタリア支部主催の国際コンクールの受賞作であった。「地は人」を世界初演したのもクラウディオ・アバドであり、複雑性とイタリアとのかかわりは深かった。

## フランスの受容
クラーニヒシュタイン音楽賞の受賞者であるマーク・アンドレと、受賞者のイザベル・ムンドリーをパートナーに持っていたブリス・ポゼの2人は、フランス出身でありながらドイツの音楽シーンに深く関わったため、結果としてポスト・ファーニホウ的な複雑な書法を譲り受けることとなった。アンドレはヘルムート・ラッヘンマンにも師事しており、極度に宗教的な終末論的な曲や低音の醜さをクローズアップする曲が多かったが、KAIROSのアルバム以降は非常に静謐な音楽作りへと移行した。ただし、パラメータ関係は複雑なままである。

## 日本の受容
1990年代になってから、他国のポスト・ファーニホウの作曲家たちの成果が日本に伝えられると、日本でも影響を見い出すようになった。
福井とも子の「弦楽四重奏曲第4番」は、彼女の創作の中でファーニホウやヒュープラーの影響が鮮明な唯一の例外と思われる。川島素晴は「夢の構造第2番」で第2期のファーニホウを参照していたが、ファーニホウの書法の欠陥を客観的に指摘できるようになってからは、「演奏行為の連結」といった別の方向へ関心を移した。山口淳の一時期の作品も、ファーニホウやヒューブラーの作品のような複雑性に満ちていたが、日本の伝統音楽の影響から音の余韻を聞き込む態度に執心するようになり、この路線から離れた。
第3世代からやや遠く離れた1983年生まれの木山光は、ジャングルやテクノなどのリズム感をファーニホウ的書法とブレンドし、極度に演奏の困難なピアノ作品を書いた。

## 韓国の受容
ヨンギー・パク・パーンは、近年の韓国人の若手について「ファーニホウの影響下の模倣に終始する者がいて、大変残念だ」とコメントした。
現在ドイツ在住のクンス・シムは、シュトゥットガルトにおいてヘルムート・ラッヘンマンに弟子入りする前に、独自のポスト・ファーニホウ的な様式で作曲していたが、エッセンに移り友人ゲルハルト･シュテーブラーと一緒に生活するに従って、ヴァンデルヴァイザー楽派に加入し、ケージやフェルドマンの傾向を加味した様式に移ってきた。

## ダルムシュタット夏期現代音楽講習会との関わり
上に列挙して来たような例を見る限りでは、ポスト・ファーニホウは、ダルムシュタット夏季現代音楽講習会の存在抜きには語れない流行の一つだったといえる。講師陣の面子が変わったことに伴い、2009年現在のダルムシュタット夏季現代音楽講習会では複雑性を標榜する作曲家の数は多くない。
なお、かつてのダルムシュタットの常連であったハヤ・チェルノヴィンがアカデミー・シュロース・ソリチュードで教鞭をとっており、別の場所でこの潮流が延命されているとする見方もある。

## 関連文献
- Fox, Christopher. 2001. "New Complexity." The New Grove Dictionary of Music and Musicians, ed. S. Sadie and J. Tyrrell. London: Macmillan.
- Toop, Richard. 1988. "Four Facets of the 'New Complexity'". Contact no. 32:4–8.
- Wolke Verlagから刊行されている「21世紀の新しい音楽と美学」シリーズでは、新しい複雑性またはダルムシュタット夏期音楽講習会で強い影響力を持った作曲家を多く取り上げている。
  - Vol. 1: Polyphony & Complexity (2002)
  - Vol. 2: Musical Morphology (2004)
  - Vol. 3: The Foundations of Contemporary Composing (2004)
  - Vol. 4: Electronics in New Music (2006)
  - Vol. 5: Critical Composition Today (2006)
  - Vol. 6: Facets of the Second Modernity
  - Vol. 7: Klaus Huber From Time – to Time. The Complete Œuvre
  - Vol. 8: Musical Material Today
- Boros, James. 1994. "Why Complexity? (Part Two) (Guest Editor's Introduction)". Perspectives of New Music 32, no. 1 (Winter): 90-101.
- Friedl, Reinhold. 2002. "Some Sadomasochistic Aspects of Musical Pleasure". Leonardo Musical Journal 12:29-30.
- Marsh, Roger. 1994. "Heroic Motives. Roger Marsh Considers the Relation between Sign and Sound in 'Complex' Music". The Musical Times 135, no. 1812 (February), pp. 83-86.
- Redgate, Christopher. 2007. "A Discussion of Practices Used in Learning Complex Music with Specific Reference to Roger Redgate's Ausgangspunkte". Contemporary Music Review 26, no. 2 (April) 141–49.
- Toop, Richard. 1993. "On Complexity". Perspectives of New Music 31, no. 1 (Winter): 42-57.
- Truax, Barry. 1994. "The Inner and Outer Complexity of Music". Perspectives of New Music 32, no. 1 (Winter): 176-193.
- Ulman, Erik. 1994. "Some Thoughts on the New Complexity". Perspectives of New Music 32, no. 1 (Winter): 202-206.